# M15対空自走砲

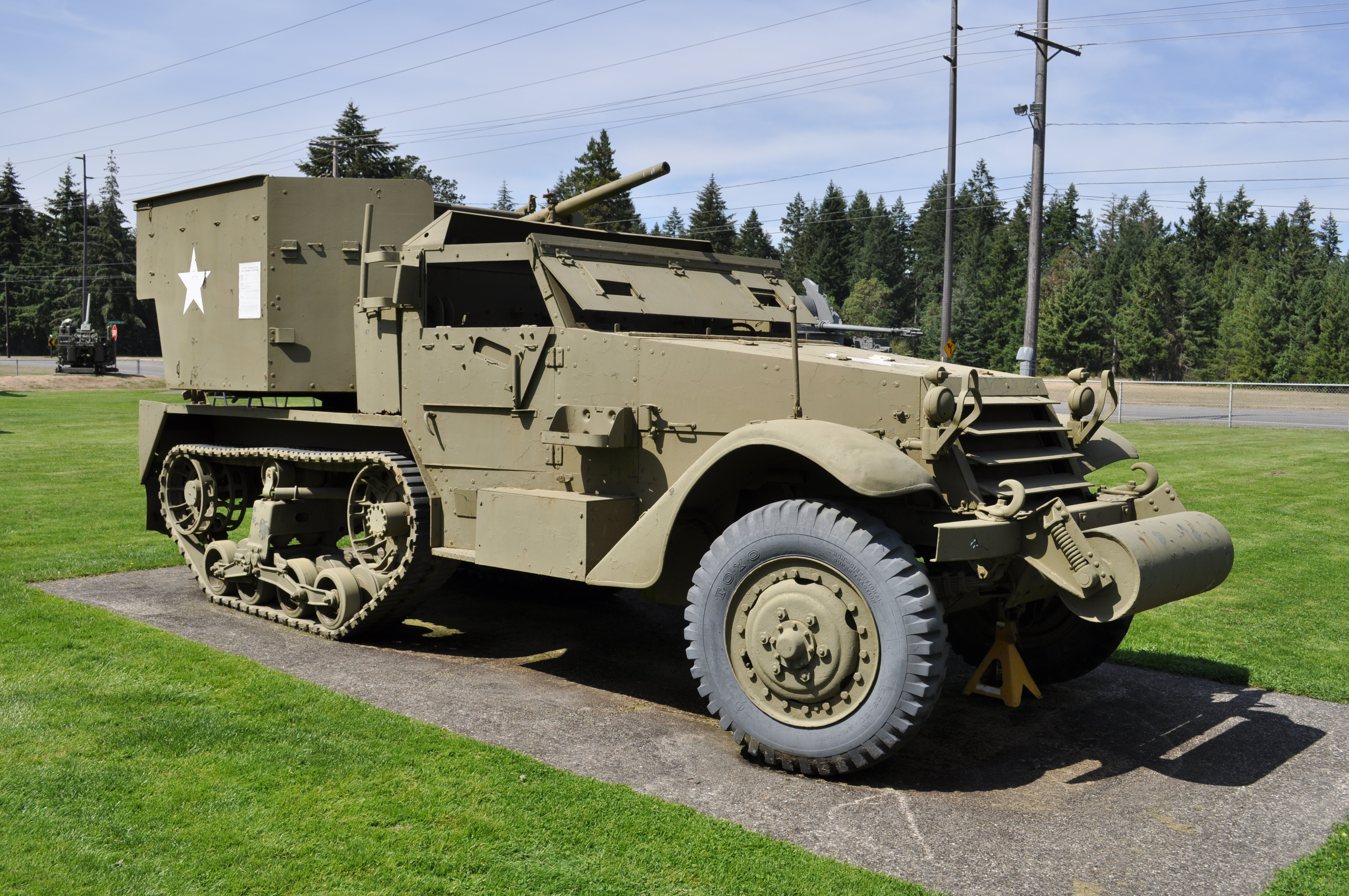
M15A1 CGMC　対空自走砲

M15対空自走砲（M15 たいくうじそうほう）は、アメリカ軍が開発した対空自走砲である。

## 概要

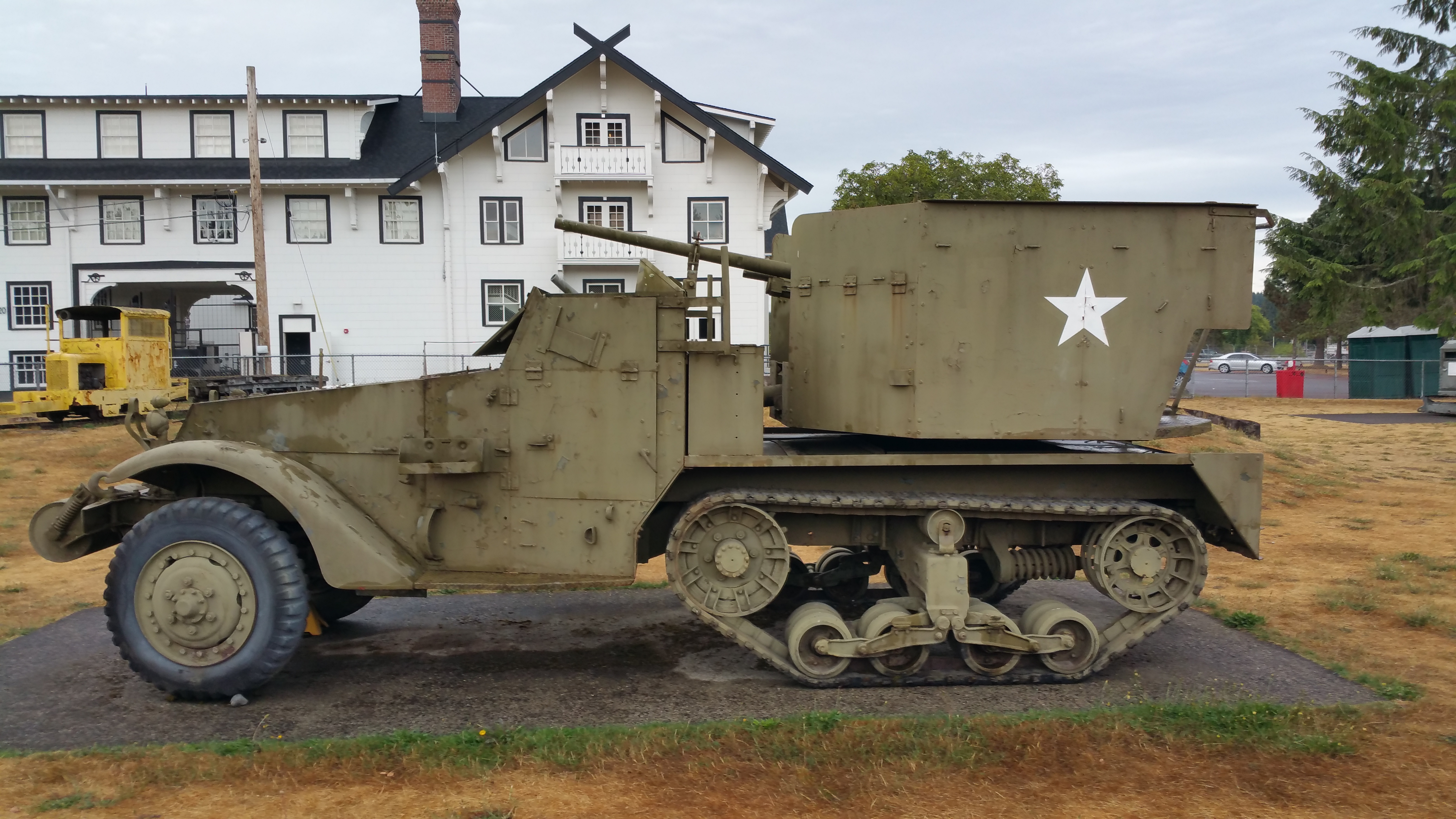
左側面より見たM15A1

M3ハーフトラックの車体後部に対空砲塔を搭載したもので、オープントップの後面開放型ではあるが大きな装甲板で囲まれた六角形の砲塔にM1 37mm機関砲1門及びM2 12.7mm重機関銃2門が装備され、兵員3名が砲塔内に配置されて操作した。
大戦中はヨーロッパ戦線や沖縄戦など幅広い戦域で使用されたが、1944年6月のノルマンディー上陸作戦以後は連合国側が制空権を握っていたためドイツ空軍の活動は低調で、M15は対空自走砲としてよりは主に対地火力支援車両として用いられた。
戦後も陸軍に配備され、朝鮮戦争でも使用された他、西側諸国に供与され、日本の陸上自衛隊でも長らく装備された。

## 開発・運用

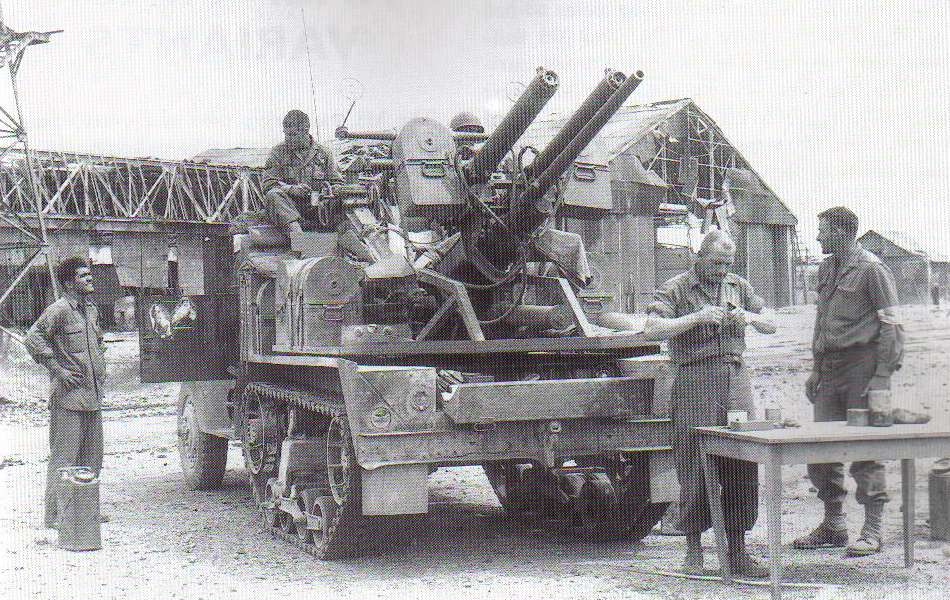
T28E1
防盾がない型のため砲と機銃の配置がよく解る
1944年8月、南部フランスでの撮影

M15の開発は「T28対空自走砲」として1941年9月に開始された。当初、軍は12.7mm重機関銃4丁を搭載するT37対空自走砲を採用し、T28の開発は中止されたが、T37は試験の結果、能力が不足していると判断され、開発は再開された。車体をM3ハーフトラックに変更し、37mm機関砲1門と水冷式銃身型の12.7mm重機関銃2丁を装備する旋回式砲座を備えた車両がT28E1として1942年6-8月にかけて80両が先行生産され、北アフリカに上陸したアメリカ陸軍によって使用された。
T28E1が十分な戦果を挙げたため、軍は1942年10月に本車をM15 CGMC（Combination Gun Motor Carriage：複合銃搭載車）として制式採用し、600両の追加発注が行われた。制式採用を受けて追加発注された車両には、防盾を追加する、12.7mm重機関銃を水冷銃身型から空冷銃身型に変更する、など実際に使用するにあたって問題とされた点が改良されたが、追加装備により重量が増加し故障を多発する要因となったため、軽量化を図った新型砲架に換装した改良型が開発され、これは1943年8月12日にM15A1として制式化され、1943年10月-1944年2月にかけて1,652両が生産された。部隊配備後、新型砲塔は水平射撃時に運転席を含めた車体前半部も射角に入ってしまう、という問題が指摘され、運転席後方に射角制限用のガードを装備するように設計を変更し、既存車両に追加装着するための改修キットも製作された。
アメリカ陸軍では本車の運用実績を踏まえ、M1 37mm機関砲をM1 40mm機関砲（スウェーデンのボフォース 40mm機関砲のライセンス生産）とした発展型を計画し、1942年より「T54」の名称で開発を開始したが、40mm機関砲は発射反動が強すぎて安定した対空射撃が行えず、T54E1/T58/T59E1/T60/T60E1と試作車両の改良を繰り返したものの問題を改善することができず、40mm機関砲型の開発は1943年には中止された。

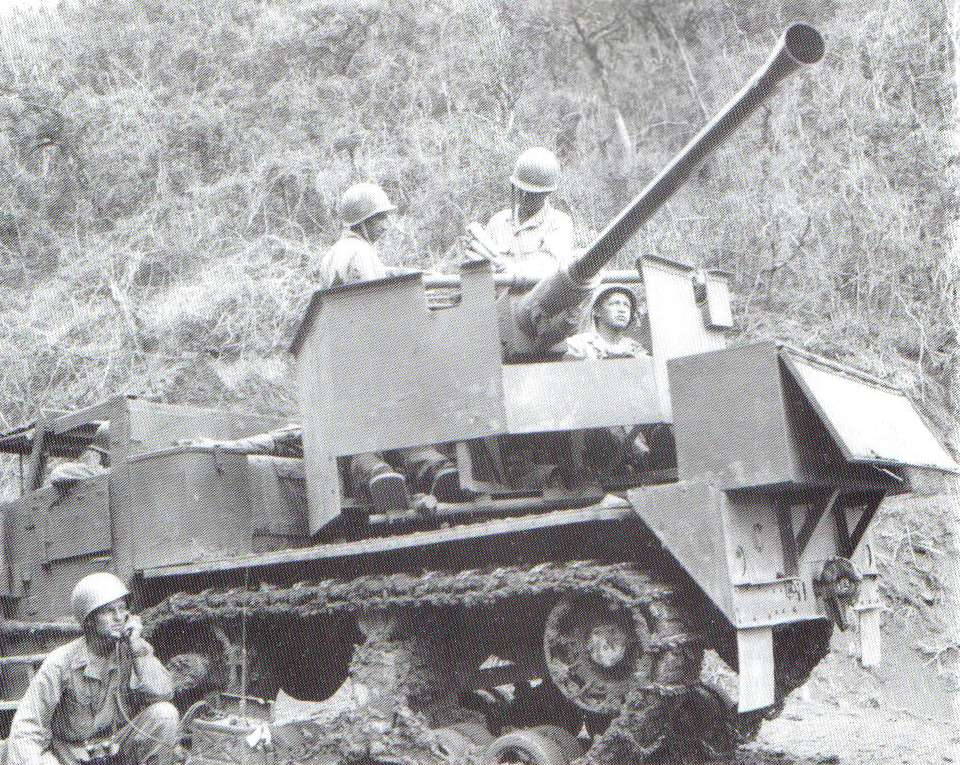
第208対空砲兵大隊で運用される“M15スペシャル”
1945年5月、南西太平洋戦域での撮影

なお、オーストラリア駐留のアメリカ陸軍第99兵器廠では独自にM3ハーフトラックよりM15仕様に改修した車両にボフォース 40mm機関砲を搭載した自走砲を前線部隊により現地製作している。“M15スペシャル（M15special）”と非公式に命名されたこの改造40mm自走型は、戦後も少数が用いられ、朝鮮戦争でも使用された。この改造40mm砲型は専ら水平射撃による対地攻撃に用いられたため、実用に問題はなかったとされる。
1950年に勃発した朝鮮戦争においてもM15は使用されたが、この時点において既に主砲のM1 37mm機関砲の生産は弾薬も含めて終了していたため、弾薬の供給が不足し、1951年には日本のアメリカ軍補給廠において砲座を撤去してボフォース 40mm機関砲を地上用砲架ごと搭載した車両が製作され、これら改造車両は40mm機関砲の砲架の名称から"M34"の仮名称で呼称された。100両余のM15A1がこの"M34"に改造され、少なくとも2個対空大隊で運用された。

## 米国以外の配備国
M15は第二次世界大戦におけるアメリカ製兵器としては珍しく、ほぼアメリカ軍でのみ使用され、大戦中にアメリカ以外に本車を使用した国はレンドリース法により100両の貸与を受けたソビエトのみである。
戦後、米国は各国軍事支援プログラム（MAP：Military Assistance Program）により各国にM15を供与した。前述のように米国では既に主砲用の弾薬が生産を終了していたために弾薬の供給が不安定で、供与先の各国でも弾薬の確保に苦労した。米軍に倣って砲をボフォース 40mm機関砲に換装した車両も製作されている。

### 日本での運用

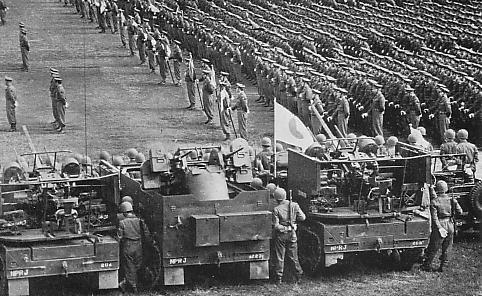
1952年10月15日に行われた保安隊創設記念式典に参加したM15（前列左右、中央の車両はM16対空自走砲）
（国際文化情報社「画報現代史 第13集」（1955年刊）より）

日本の陸上自衛隊にも保安隊発足時にM16対空自走砲と共に98両が供与され、各師団（保安隊時は管区隊）の高射特科隊に配備された。やはり主砲用の37mm弾薬の確保に苦労したものの、M16対空自走砲は1974年には全車が退役したのに比べ、M15は後継となる車両がないこともあり、1970年代を過ぎても現役で運用されており、一部の部隊では1980年代後半まで本車を装備していた。
1990年には東部方面隊に配備されていた車両が部隊から退役し全車が用途廃止となったが、供与元である米国政府が退役後の処遇について明確な回答をしなかったため、これらの車両は2000年代に入っても陸上自衛隊の補給処の敷地内にスクラップ状態で保管されていた（2010年代に入ってより順次撤去されている）。
陸上自衛隊の師団高射特科隊の後継装備としては、本車のような自走高射機関砲ではなく牽引式の35mm2連装高射機関砲 L-90が導入され、後には国産の93式近距離地対空誘導弾が導入されている。陸上自衛隊の装備する自走高射機関砲としては国産の87式自走高射機関砲が採用されているが、2018年現在、M15を装備していた部隊で同車を導入した部隊は高射教導隊のみに留まっている。

## 各型

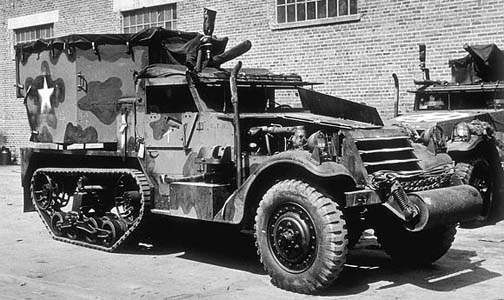
M15
1943年5月の撮影

T28E1
試作/先行量産型。80両生産。
M15
正式量産型。砲塔に防盾を追加し、12.7mm重機関銃を水冷式より空冷式に変更した型。680両生産。
M15A1
改良型。銃架をM3A1に変更し、防盾の形状を変更した型。外観上の変化は、T28E1/M15に対して37mm機関砲と12.7mm重機関銃の装備位置が上下逆になった点と、砲塔の全高が若干低くなり、前面防盾の上半部が開閉式になった点である。1,652両生産。
T54
主砲を40mm機関砲とした発展型。試作のみ。
T54E1
T54の砲座に円筒形の装甲板を追加した型。試作のみ。
T59
T54に折り畳み式の安定脚を装備した型。試作のみ。
T59E1
T59にT17高射火器管制装置を装備した型。試作のみ。
T60
T54の砲架をM15と同様の12.7mm重機関銃2丁を装備した複合銃架とした型。試作のみ。
T60E1
T60の銃座にT54E1同様の円筒形の装甲板を追加した型。試作のみ。
- T60/T60E1は当初は「T65」の試作番号で開発された。

T68
安定装置付き縦2連型の連装銃架に40mm機関砲を装備した発展型。試作のみ。
M34
砲座を撤去し40mm機関砲を搭載した改造型。102両製作。